# Major Lazer
Major Lazer (читается как «мэйджор ле́йзер», с англ. — «Майор Лазер») — ямайско-американское трио в жанре электронной музыки. Состоит из музыкального продюсера Дипло, а также диджеев Ape Drums и Walshy Fire. В 2017 году заняли 45 место в списке лучших диджеев мира по версии журнала DJ Magazine.

## История
Проект был создан Дипло совместно с диджеем и продюсером Switch. Они познакомились во время работы с певицей M.I.A. Дебютный альбом дуэта Guns Don’t Kill People… Lazers Do вышел 16 июня 2009 года на Downtown Records. Он был записан на ямайской студии Tuff Gong при участии таких вокалистов, как Santigold, Vybz Kartel, Ward 21, Busy Signal, Nina Sky, Amanda Blank, Mr. Vegas, Turbulence, T.O.K, а продюсировать диск помогали Afrojack и Crookers. «Hold the Line» стал первым синглом с альбома, а видеоклип был номинирован на премию телеканала MTV в категории «Прорывное видео».
20 июня 2010 года проект выпустил мини-альбом Lazers Never Die, в который вошли две новые песни и три ремикса от Тома Йорка и других. Из микса они сделали ремикс.
Пути Дипло и Switch разошлись в 2011 году. Дипло продолжил работать над проектом с другими музыкальными исполнителями и диджеями, в качестве диджеев и исполнителей он пригласил Jillionaire и Walshy Fire.
В марте 2016 года на выступлении Major Lazer в Гаване собралось более 450 000 человек.
В начале июня 2019 стало известно, что группу покинул Jillionaire и его место занял Ape Drums.

## Дискография

### Альбомы
- Guns Don’t Kill People… Lazers Do (2009)
- Lazers Never Die (мини; 2010)
- Free the Universe (2013)
- Apocalypse Soon (мини; 2014)
- Peace Is The Mission (2015)
- Peace is The Mission (Extended Edition) (2015)
- Know No Better EP (2017)
- Music Is the Weapon (2019)
- Soca Storm (мини; 2020)

### Микстейпы
- Major Lazer Essential Mix (доступен в качестве подкаста) (2009)
- Lazerproof (с La Roux) (2010)
- Major Lazer Summer Mix (доступен в качестве подкаста) (2010)
- Major Lazer- Lazer Sound Reggae Holiday Mixtape (Beats 1) (2016)

### Синглы
- «Hold The Line» (2009)
- «Zumbie» (2009)
- «Pon de Floor» (feat. Vybz Kartel) (2009)
- «Keep It Going Louder» (2009)
- «Jump Up» (2009)
- «Original Don» (feat. The Partysquad) (2011)
- «Get Free» (feat. Amber Coffman) (2012)
- «Jah No Partial» (feat. Flux Pavilion) (2012)
- «Watch Out For This (Bumaye)» (2013)
- «Aerosol Can» (2014)
- «Lean On» (2015)
- «BOOM» (feat. MOTi, Ty Dolla Sign, Wizkid & Kranium) (2015)
- «Too Original» (feat. Elliphant & Jovi Rockwell) (2015)
- «All My Love» (feat. Ariana Grande & Machel Montana) (2016)
- «Be Together» (feat. Wild Belle) (2016)
- «The Sound» (2015)
- «Light It Up» (2015)
- «Powerful» (feat. Ellie Goulding & Tarrus Riley) (2015)
- «Who Am I» (feat. Katy B & Craig David) (2016)
- «Cold Water» (2016)
- «Believer» (feat. Showtek) (2016)
- «Run Up» (feat. Partynextdoor & Nicki Minaj) (2017)
- «Где твоя любовь» (feat. Скриптонит) (2017)
- «I wanna be free» (feat. Badshah) (2017)
- «Know No Better» (feat. Travis Scott, Camilla Cabello & Quavo) (2017)
- «Sua Cara» (feat. Anitta & Pabllo Vittar) (2017)
- «Miss You» (Cashmere Cat & Tory Lanez) (2018)
- «Tip Pon It» (feat. Sean Paul) (2018)
- «Loko» (feat. Tropkillaz, MC Kevinho & Busy Signal) (2018)
- «Let Me Live» (feat. Rudimental, Anne-Marie & Mr Eazi) (2018)
- «All My Life» (feat. Burna Boy) (2018)
- «Tied Up» (feat. Mr. Eazi, Raye & Jake Gosling) (2018)
- «Loyal» (feat. Kizz Daniel & Kranium) (2018)
- «Blow That Smoke» (feat. Tove Lo) (2018)